# Edgar Bruun
Edgar Bruun (Noruega, 4 de agosto de 1905-30 de agosto de 1985) fue un atleta noruego especializado en la prueba de 50 km marcha, en la que consiguió ser medallista de bronce europeo en 1938.

## Carrera deportiva
En el Campeonato Europeo de Atletismo de 1938 ganó la medalla de bronce en los 50 km marcha, llegando a meta en un tiempo de 4:44:35 segundos, tras el británico Harold Whitlock (oro con 4:41:51 segundos que fue récord de los campeonatos) y el alemán Herbert Dill (plata).